# Narwar
Narwar é uma cidade e uma nagar panchayat no distrito de Shivpuri, no estado indiano de Madhya Pradesh.

## Geografia
Narwar está localizada a 23° 19′ N, 77° 58′ L. Tem uma altitude média de 452 metros (1 482 pés).

## Demografia
Segundo o censo de 2001,  Narwar  tinha uma população de 15 748 habitantes. Os indivíduos do sexo masculino constituem 53% da população e os do sexo feminino 47%. Narwar tem uma taxa de literacia de 58%, inferior à média nacional de 59,5%: a literacia no sexo masculino é de 69% e no sexo feminino é de 45%. Em Narwar, 18% da população está abaixo dos 6 anos de idade.